# Junonia pallida
Junonia pallida är en fjärilsart som beskrevs av Stoneham 1965. Junonia pallida ingår i släktet Junonia och familjen praktfjärilar. Inga underarter finns listade i Catalogue of Life.